# 芬哌丙烷
芬哌丙烷，分子式C20H25N，是一种治疗功能性胃肠病（FGID）的药物。